# 地下教会 (中国カトリック)
地下教会（ちかきょうかい、中国語: 地下教会、英語: Underground church）は、ここでは中国のカトリックで政府の認可を受けた中国天主教愛国会に属さない未認可の教会を指す。中国のプロテスタントの未認可教会は一般に家の教会（中国語: 家庭教会、英語: House church）と呼ばれている。
地下教会は、共産党が中華人民共和国を建国した後、中国のカトリック教徒と聖座との関係が断絶されたため、1950年代に誕生した。地下教会と、国の認可を受けた中国天主教愛国会に参加している「開かれた教会」の間には緊張が続いている。

## 用語
「地下教会」という言葉は、多分にこうした教会が誕生した冷戦中に盛んに使われた言葉を反映している。地下教会は、ローマ教皇と聖座への忠誠を維持しようとしたため、「バチカンの忠誠者」と呼ばれることもある。地下教会には確立された組織構造はないが、バチカンによって任命された多くの司教の周りに集まっている傾向がある。[3]しかし、地下教会は1989年に中国本土の宗教会議（中国語：中国天主教主教団）作り、1980年に設立された中国のカトリック教会の国家公認の司教会議（中国語：中国主教団）とは別組織になっている。
地下教会に関連する中国のカトリック教徒は、しばしば「開かれた教会」（地上教会）と呼ばれる中国天主教愛国会に関連する中国のカトリック教徒とは対照的に見られ、これは聖座からは独立している。
国家公認のプロテスタント教会である三自愛国教会に参加していない中国のプロテスタント教会は、一般に地下教会と呼ばず、「家の教会」と呼んでいる。

## 合法性
中国の地下教会は違法と見なされているが、5人未満の小グループが政府によって容認されることもある。
中国天主教愛国会と中国天主教会司教団（BCCC）は、中国全土の地下教会を抑圧するために政府によってしばしば使用されている。
地下教会は、陳日君（Joseph Zen）の任期中、カトリック香港教区によって支援されていた。
地下教会に通う中国のカトリック教徒が逮捕され、裁判なしに拘留され、拷問されることさえ、珍しいことではない。外国人は自分たちの教会を持って参加することはできるが中国人は参加できず、また地下教会に関与していることが判明した場合は、逮捕され、国外追放される。
安全上の理由から、ほとんどの華僑教会は、現在台湾に拠点を置く聖座によって認められた唯一の中国司教会議であるカトリック台湾地区司教団でさえ、中国の地下教会を支援することを拒否している。

## 参照項目
- 中国のキリスト教
- 中国天主教愛国会
- 中国基督教協会 - 新中国のプロテスタント合同教会